# Remanso
Remanso este un oraș în statul Bahia (BA) din Brazilia.